# Homer (Alaska)
Homer ist eine Stadt im US-Bundesstaat Alaska in der Kachemak Bay am Cook Inlet. Das U.S. Census Bureau hat bei der Volkszählung 2020 eine Einwohnerzahl von 5.522 ermittelt.

## Geschichte
Der Ort entstand in den 1890er Jahren, als in der Umgebung Kohlevorkommen gefunden wurden. 1896 wurden durch Homer Pennock, den Namensgeber des Ortes, hier Unterkünfte für 50 Kohlenarbeiter angelegt. Der Kohleabbau war aber nicht profitabel genug, so dass die Abbauarbeiten bald wieder eingestellt wurden.
Der Ort an der Westküste der Kenai-Halbinsel ist der westlichste Küstenort, der mit dem Alaska Highway System erreicht werden kann. Die Alaska Route 1 (AK-1, auch Stirling Highway) endet in der Nähe von Homers Fähranleger auf dem Homer Spit. Der Fähranleger seinerseits ist Teil des von der öffentlichen Hand betriebenen Alaska Marine Highway, der mittels Fähren die Küstenorte miteinander verbindet.

## Sehenswürdigkeiten
Homer hat wegen der sehr großen Heilbutte, die dort gefangen werden, auf Sportfischer aus aller Welt eine hohe Anziehungskraft.

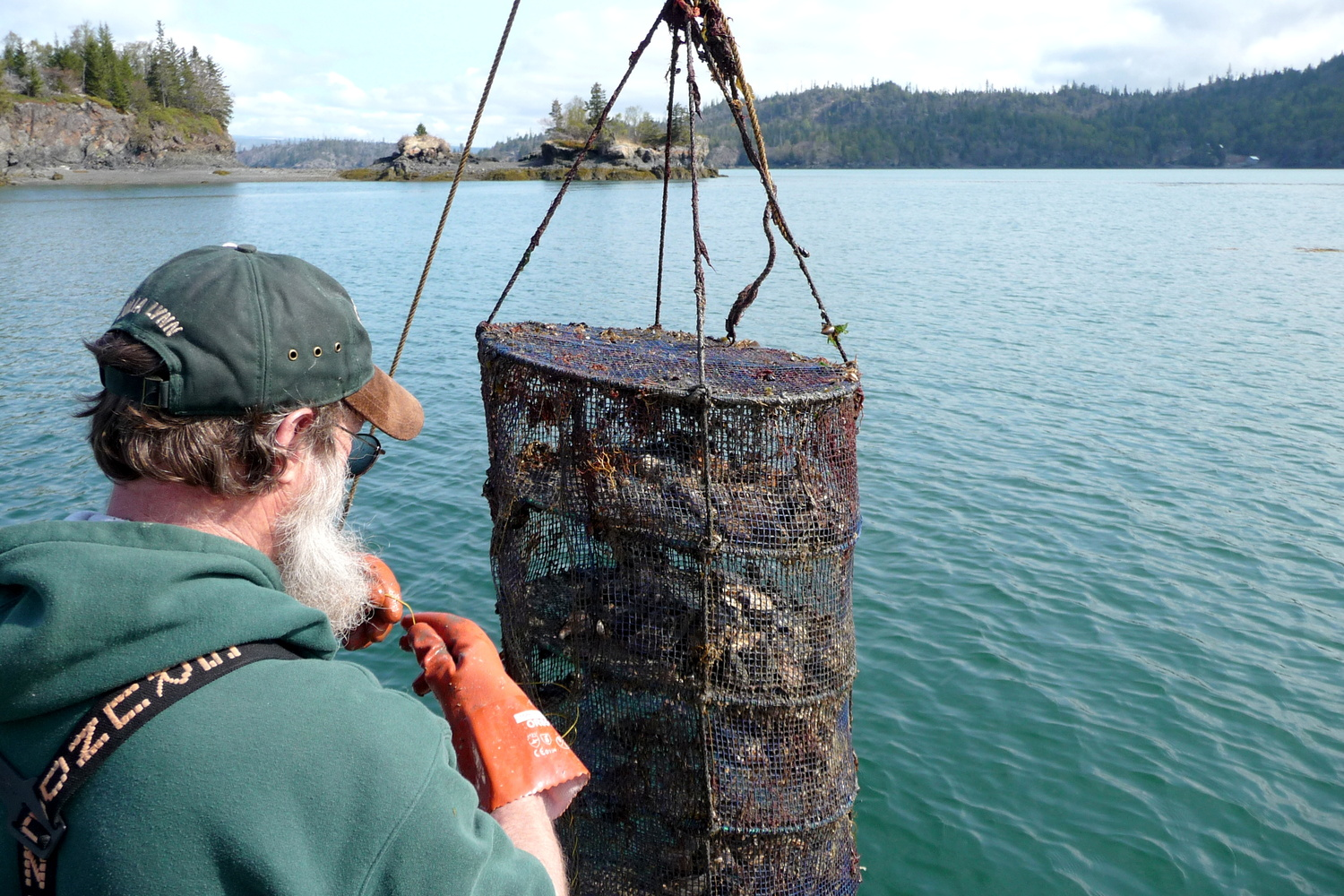
Austern in Aquakultur

Die örtlichen Austernzüchter züchten im nährstoffreichen Wasser der Kachemak Bay Austern mit dem Verfahren der Floßkultivierung.
Zu den Sehenswürdigkeiten zählt die Landzunge Homer Spit.
In den letzten Jahren hat sich Homer zu einem Anziehungspunkt für Künstler entwickelt. Es gibt dort mehrere Galerien, von denen einige als Genossenschaft betrieben werden.

## Persönlichkeiten
- Yule Kilcher (1913–1998), schweizerisch-amerikanischer Landwirt, Journalist und Politiker
- Kristen Faulkner (* 1992), Radrennfahrerin